# Guy Bégué
Guy Bégué est un homme politique et universitaire français, né le 11 février 1932 à Angoulême (Charente).

## Biographie

### Famille
Il est le fils de Camille Bégué, professeur agrégé, ancien député de Castelsarrasin (Tarn-et-Garonne) (1906-1993) et de son épouse Hélène Palazot (1909-2003). Il est aussi le père de Régis Bégué, écrivain.

### Formation
Après des études secondaires au lycée Janson-de-Sailly à Paris, il est admis en hypokhâgne puis en hhâgne au lycée Henri IV, où il  a des condisciples aussi divers que Pierre Juquin, futur député communiste et candidat communiste dissident à la Présidence de la République, Guy Lafon, futur prêtre et théologien, Pierre Miquel, futur historien à succès, Paul Veyne, futur professeur au Collège de France... Admissible au concours de l'École normale supérieure de la rue d'Ulm en 1953, il est nommé Boursier de licence et d'agrégation. Il est reçu à l'agrégation des lettres classiques en 1957. Il deviendra docteur en science politique en 1996.

### Carrière
Professeur agrégé au lycée Gautier d'Alger en 1957-1958, il est appelé sous les drapeaux à l'automne 1958 et effectue vingt-sept mois de service militaire (1958-1961), dont quinze en Algérie.
Au printemps de 1961, il entre comme Attaché de presse au Cabinet de Roger Frey, ministre délégué auprès du Premier ministre, puis ministre de l'Intérieur. Il y est promu en 1962 chargé de mission pour les relations avec l'Assemblée nationale et la Presse, fonctions qu'il occupe jusqu'en 1965. De 1962 à 1964, il représente le ministre de l'Intérieur au Conseil de surveillance de la R.T.F. .
En octobre 1965, il entre à l'O.R.T.F. comme Conseiller de direction auprès de directeur de la Radiodiffusion. Il est promu en 1967 Sous-directeur de la production artistique de la Radiodiffusion (c'est-à-dire responsable des programmes de France-Inter, France-Culture et France-Musique), fonction qu'il occupe jusqu'en 1968. Il crée sur France-Inter la nouvelle émission du week-end, confiée à Jean Garretto et Pierre Codou : TSF 68 , devenue L'Oreille en coin,.
En juin 1968, il est élu député UDR dans la 2e circonscription de Lot-et-Garonne, Marmande (1968-1973). Il sera élu en 1971 membre puis Secrétaire de la Commission des Finances de l'Assemblée Nationale. Il est l'auteur de plusieurs propositions de loi, dont une sur l'indemnisation des Rapatriés d'Afrique du Nord, ainsi que de plusieurs interventions sur le rôle du Parlement et la fonction parlementaire, dont un article (en coll.) publié dans Le Monde des 31 octobre et 1er novembre 1972 intitulé Cinq députés en quête d'un Parlement, où étaient réclamées des réformes en profondeur et la suppression du cumul des mandats. Il est Rapporteur pour la Commission des Finances du projet de loi sur la formation professionnelle continue (1971). Il est aussi membre du club Le Nouveau Contrat Social, animé par Edgar Faure, où il préside le groupe de travail sur la réforme du Parlement.
Conseiller général du canton de Marmande-Ouest de 1973 à 1976, il préside le comité départemental de l'UDR en Lot-et-Garonne et entre au Comité central de l'UDR , élu par la Région Aquitaine (1974-1976).
En 1973, il entre au Cabinet d'Edgar Faure, Président de l'Assemblée Nationale, comme Conseiller auprès du Président. En 1975, le Secrétaire d'État Paul Granet le nomme Rapporteur de la Commission créée à la demande du Premier ministre aux fins d'élaborer une nouvelle politique du livre.
À l'automne de la même année, il est nommé en Conseil des ministres Directeur de l'Agence nationale pour le développement de l'éducation permanente (A.D.E.P.), établissement public national sous tutelle du ministère de l'Éducation nationale (1975-1982). Il sera membre à ce titre du Comité scientifique et technique du CNRS (1977-1979) et du Conseil d'administration du Centre pour l'information sur la formation permanente, Centre Inffo, (1977-1982). Expert au Comité de l'éducation de la Commission de la République française pour l'UNESCO (1978), il est élu en 1979 membre titulaire de cette Commission. De 1980 à 1982, il est membre du Conseil d'administration de l'Unité pédagogique  d'architecture no 1.
Placé en position de congé spécial par le gouvernement Mauroy, il entreprend la préparation d'une thèse de doctorat en science politique (nouveau régime) sous la direction de Claude Émeri, professeur à la Sorbonne, successeur de Maurice Duverger. En 1996 il soutient sa thèse, intitulée Les déterminants du vote, à l'Université Paris I Panthéon Sorbonne, et est reçu docteur le 25 juin.

### Vie privée
Guy Bégué a épousé en 1962 Micheline Hérode, avocate au Barreau de Paris. Ils ont deux enfants, Emmanuel (1968), et Régis (1970).

## Publications
- Les éléments personnels et réels dans l'œuvre poétique de Guillaume de Machault (Mémoire, Paris-Sorbonne, 1955).
- Pour une nouvelle politique du livre (en coll.), La Documentation française, 1975.
- Les déterminants du vote (analyse du comportement électoral dans la circonscription de Marmande de 1848 à 1988), éd. Medusis, Paris, 2000.
- Traduction nouvelle des Cavaliers et des Oiseaux d'Aristophane, Amazon éditions,  (ISBN 9781542639903 et 9781542689311).